# Александър Николов (поет)
Вижте пояснителната страница за други личности с името Александър Николов.
Александър Николов (публикува под името Александѫр Николов) е български поет.

## Биография
Александър Николов е роден на 12 февруари 1997 г. във Варна. Завършва Природо-математическа гимназия „Васил Друмев“, Велико Търново и следва българска филология във ВТУ „Св. св. Кирил и Методий“.
Дебютира през 2016 г. в сборника на наградените в средношколския литературен конкурс „Петя Дубарова“. През 2017 г. печели второ място в Националния студентски литературен конкурс „Боян Пенев“. Публикува в литературното списание „Нова социална поезия“, чийто редактор е от есента на 2017 г.

## Книги

### Поезия
- „Справедливост.“, „ДИВА2007“, 2018. ISBN 978-619-90314-0-7[5][6][7][8]